# Graphis descissa
Graphis descissa är en lavart som beskrevs av Müll. Arg. Graphis descissa ingår i släktet Graphis och familjen Graphidaceae.   Inga underarter finns listade i Catalogue of Life.